# شهرستان گرین (ایلینوی)
شهرستان گرین، ایلینوی (به انگلیسی: Greene County, Illinois) یک سکونتگاه مسکونی در ایالات متحده آمریکا است که در ایلینوی واقع شده‌است.

## نگارخانه

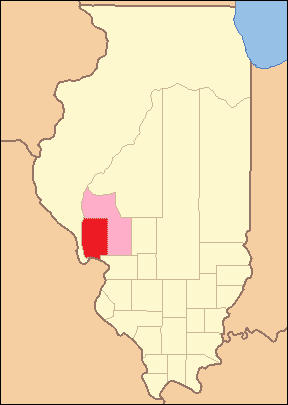
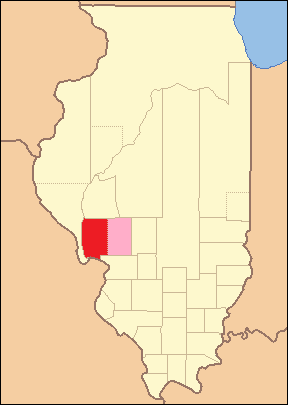
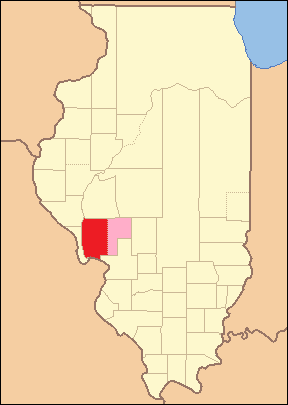
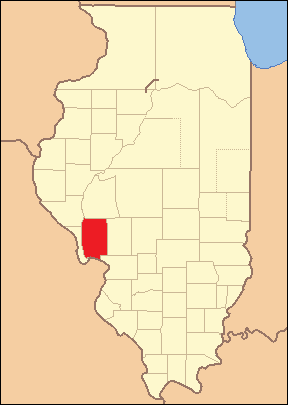
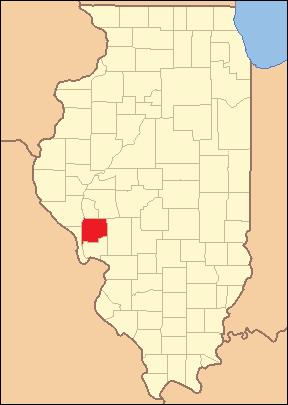